# Wiktor Basilewicz
Wiktor Basilewicz (ros. Виктор Басилевич, ur. w 1947) – radziecki lekkoatleta specjalizujący się w biegach płotkarskich.
Największy sukces w karierze odniósł w 1966 r. w Odessie, zdobywając na europejskich igrzyskach juniorów srebrny medal w biegu na 400 metrów przez płotki (uzyskany czas: 53,4).